# Аборты в Хорватии
Аборт в Хорватии является регулируемой медицинской операцией с 1952 года с учётом различных ограничений. Согласно действующему закону, аборт может быть произведён в качестве плановой процедуры в течение 10 недель после зачатия, а при определённых обстоятельствах и позже.

## История
Социалистическая Федеративная Республика Югославия, частью которой была СР Хорватия, узаконила эту практику в 1952 году на основании медицинских, евгенических или юридических показаний. В 1960 году был разрешён аборт и по социальным показаниям. В 1969 году было отменено правило, согласно которому для прерывания беременности в течение первых 10 недель требовалось одобрение комиссии. Эта серия мер не снизила общий уровень абортов в то время, но материнская заболеваемость и смертность, связанные с абортами, значительно снизились. 
На основании положения Конституции Югославии 1974 года 21 апреля 1978 года в СР Хорватии был принят «Закон о медицинских мерах для реализации права свободно принимать решения о рождении детей». Этот закон об абортах не был изменён, когда Хорватия получила независимость от Югославии в 1991 году, хотя правые партии предлагали ужесточить условия для легальных абортов.

## Текущая ситуация

### Отказ от абортов по соображениям совести
В последние годы продолжаются дебаты о праве на отказ от абортов по соображениям совести, которое разрешено после внесения в 2003 году поправки к закону 1978 года. Критики говорят, что в некоторых регионах это правило затрудняет получение аборта, в то время как сторонники утверждают, что каждый гинеколог имеет конституционное право отказаться от выполнения процедуры или участия в ней.
В ноябре 2014 года Министерство здравоохранения объявило, что сделает аборты доступными во всех государственных больницах. В случае, если все гинекологи заявят об отказе от абортов по соображениям совести (что имело место в пяти государственных больницах в 2014 году), больнице придётся нанять внешнего сотрудника, желающего выполнить процедуру. 27 государственных больниц имеют право проводить процедуры прерывания беременности по желанию пациентки. В 2019 году в рамках Дня открытых данных женская команда Code for Croatia разработала карту всех этих объектов и примерную стоимость их услуг. В 2018 году 59% медицинского персонала в Хорватии воспользовались правом отказа.
В марте 2017 года Конституционный суд Хорватии постановил, что действующий закон, разрешающий аборты по запросу, не нарушает Конституцию. Тем не менее, он поручил парламенту через два года принять новый закон, в который будут включены профилактические и образовательные меры, направленные на то, чтобы сделать аборт исключительным явлением.

### Антиабортные активисты
С 2014 года в Хорватии проводятся митинги «Иди за жизнь», а в 2022 году прошли крупные акции протеста против абортов. Католические активисты также ежегодно проводят молитвенные бдения «40 дней для жизни», стремясь изменить мнение женщин об абортах.

## Процедура
Аборты могут быть выполнены только врачом в больнице с отделением акушерства или гинекологии или в другом уполномоченном учреждении. Врачи имеют право на отказ от совершения аборта по соображениям совести. Девушкам до 16 лет необходимо иметь разрешение родителей. По истечении первых 10 недель беременности аборты должны быть одобрены комиссией первой инстанции, состоящей из гинеколога, другого врача, и социального работника или дипломированной медсестры. Комиссия может одобрить аборт, если он необходим с медицинской точки зрения для спасения жизни женщины или сохранения её здоровья, будь то во время беременности, родов или после родов; если ребенок, скорее всего, родится с серьёзным врождённым дефектом; или когда зачатие является результатом преступного деяния, включая изнасилование и инцест. Решение Комиссии может быть обжаловано в Комиссии второй инстанции, решение которой является окончательным. Данная процедура не применяется в ситуациях, когда жизни или здоровью женщины угрожает непосредственная опасность. 

## Статистика
По состоянию на 2010 год в Хорватии было 4,7 абортов на 1000 женщин детородного возраста, что ниже, чем в большинстве европейских стран. Самый высокий процент абортов был зафиксирован в 1980-е годы. В 1989 году 49% всех беременностей закончились абортами. Во время хорватской войны за независимость и после неё этот процент резко упал и продолжал снижаться в последующие годы.
По соображениям совести отказываются от совершения абортов около 70% врачей по данным 2006 года. Право на отказ от совершения абортов по соображениям совести предоставляется не только врачам, но и другому медицинскому персоналу.
В 2015 году в Хорватии было зарегистрировано 2992 легальных аборта, что является резким снижением по сравнению с 14 282 зарегистрированными абортами в 1995 году.

## Общественное мнение
Опрос 2008 года показал, что 50% респондентов не одобряют аборт в том случае, если пара не хочет больше детей. Это является усилением оппозиции по сравнению с тем же опросом 1999 года, когда против выступили только 40%. Однако некоторые раскритиковали этот опрос за то, что он наводит на размышления.
В 2011 году епископ Крка Вальтер Жупан публично призвал запретить аборты. В ответ телеканал Nova TV провёл опрос общественного мнения, в ходе которого 67% респондентов в Хорватии заявили, что считают, что действующий закон об абортах не следует менять, а 23% поддержали запрет абортов. Поддержка запрета была выше среди женщин, а также в регионах Славонии и Далмации.
По данным другого опроса, проведённого в 2013 году среди 1500 молодых людей в Хорватии (в возрасте от 14 до 27 лет), 38,9% респондентов заявили, что аборты должен быть легальным, 28,7% заявили, что следует разрешать только аборты по медицинским показаниям, 20,0% не уверены в этом, а 12,4% заявили, что аборты должны быть полностью незаконными. При этом более половины респондентов не пропагандируют половое воздержание. Это несоответствие, вероятно, стало результатом замешательства молодых людей, вызванного мнением католической церкви и их собственными сексуальными потребностями, возникающими задолго до того, как они будут готовы вступить в брак.
Опрос 2014 года показал, что 18% респондентов «решительно поддерживают» право на аборт, а 16,8% «склонны поддерживать». В то же время 24,7% заявили, что они «категорически против», а 14,5% «склонны к тому, чтобы быть против». 24,9% заявили, что им безразличен этот вопрос.
По данным опроса Pew Research, проведённого в 2017 году, 60% респондентов в Хорватии считали, что аборт должен быть законным во всех/большинстве случаев, а 37% заявили, что он должен быть незаконным во всех/большинстве случаев.
В 2020 году агентство Ipsos Plus провело опрос, в котором 81% респондентов согласились с утверждением, что женщина должна иметь право выбора относительно беременности, родов или абортов, из них полностью согласились 68% и в основном согласились 13%.